# شارول لوید
شارون ای. لوید (Sharon A. Lloyd) (متولد ۱۹۵۸) استاد فلسفه، حقوق و علوم سیاسی در دانشگاه کالیفرنیای جنوبی است. او یکی از بنیانگذاران مرکز حقوق و فلسفه USC است و برنامه مکالمات در اخلاق عملی مؤسسه USC Levan را هدایت می‌کند. کار لوید، به ویژه در مورد فلسفه توماس هابز، از مهم‌ترین آثار منتشر شده در سال‌های اخیر در نظر گرفته شده است.